# Ernst Sillem (1923-2020)

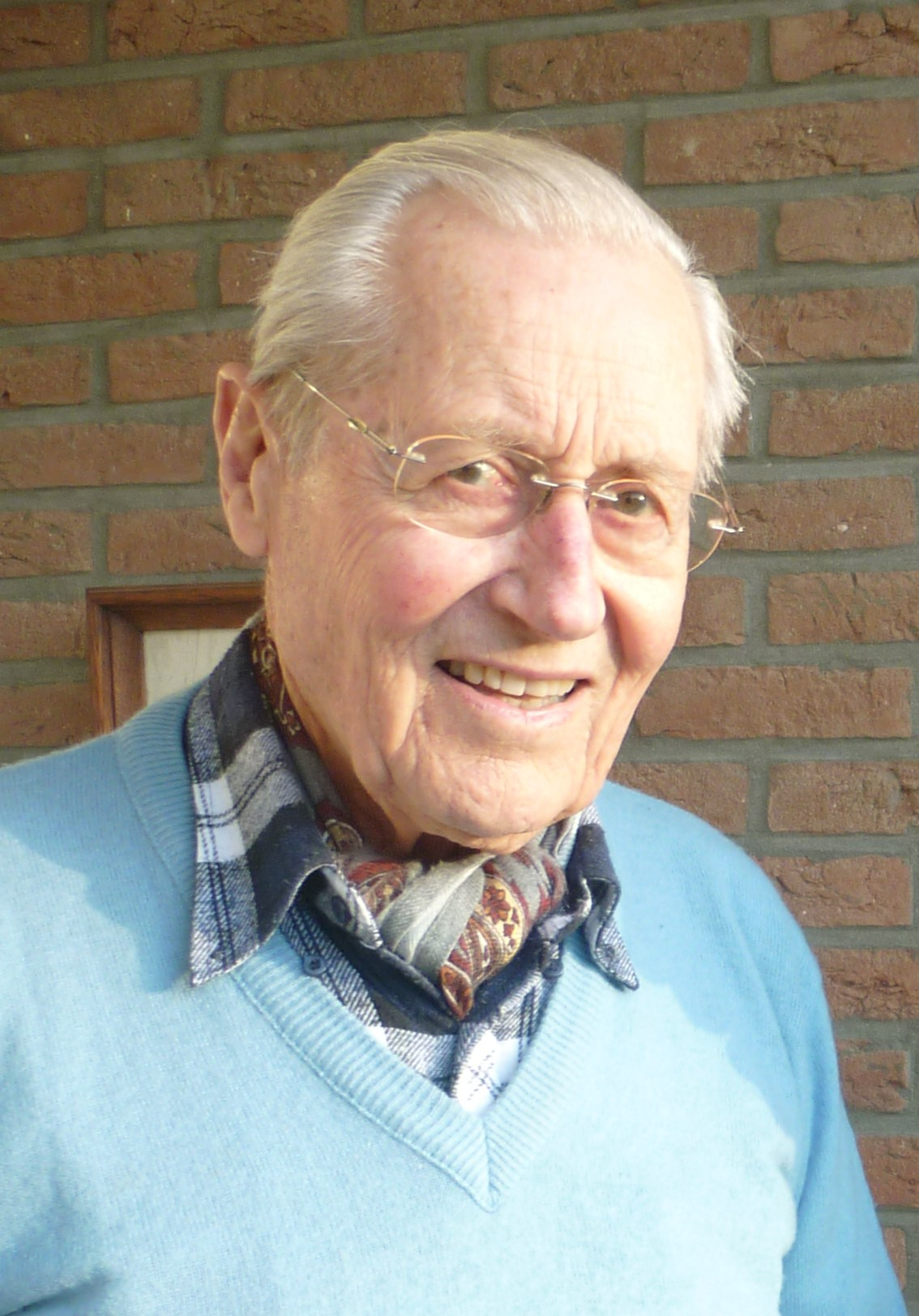
Ernst Sillem in 2013

Ernst Sillem (Baarn, 14 juli 1923 – Carpentras, 17 oktober 2020) was een Nederlands Engelandvaarder. Hij was bevriend met Jaap van Mesdag en was de laatste Nederlandse overlevende van concentratiekamp Natzweiler-Struthof. 
Sillem was het oudste kind van de effectenhandelaar Albert Sillem en Anni Sillem. Hij volgde Het Baarnsch Lyceum. Op 23 januari 1941 drong hij 's avonds zijn school binnen en kalkte anti-Duitse leuzen op de muren. Dat hij de dader was werd pas na de oorlog bekend. Na zijn eindexamen volgde hij de Koloniale Landbouwschool in Deventer. Toen hij op Goeree-Overflakkee stage liep bij een boer besloot hij met Jaap van Mesdag naar Engeland over te steken. Op 31 augustus 1942 gingen ze in een vouwkano op weg. Ze raakten echter op zee in de problemen en werden door de Kriegsmarine aangehouden en aan de Sicherheitsdienst overgedragen. Na twee weken te hebben vastgezeten in het politiebureau aan het Haagseveer werden ze naar Kamp Amersfoort overgebracht. Sillem maakte de Duitsers wijs dat hij kleermaker was en kreeg zo een baantje in het Strohsack-Kommando, waardoor hij niet meer buiten hoefde te werken.
In januari 1943 werden Sillem en Van Mesdag naar Kamp Vught overgebracht. Tijdens het transport slaagde Sillem erin op Station 's-Hertogenbosch een briefje te laten vallen waarin hij verzocht zijn ouders te laten weten dat hij met Van Mesdag naar Kamp Vught was overgebracht. In Kamp Vught behoorden Sillem en Van Mesdag tot de eerste gevangenen zodat ze hun baantje konden uitkiezen. In juni 1943 werden ze echter naar Natzweiler-Struthof overgeplaatst. Toen dit Nacht und Nebel-kamp in september 1944 werd ontruimd, werden Sillem en Van Mesdag naar Dachau overgebracht. Sillem kreeg een baantje in de BMW-fabriek van het nevenkamp Allach, maar toen werd ontdekt dat hij een Nacht und Nebel-gevangene was werd hij in januari 1945 teruggestuurd naar Dachau, waar hij vlektyfus opliep. Op 29 april 1945 werd hij door het Amerikaanse leger bevrijd.
Sillem ging in 1947 bij een citrusplanter in Marokko werken. Later begon hij met zijn vrouw een eigen citrusplantage in de buurt van Agadir. Hij scheidde en hertrouwde met een Frans-Duitse vrouw. Toen zijn plantage in 1976 werd genationaliseerd vestigde Sillem zich met zijn tweede vrouw in Frankrijk, waar hij een konijnenfokkerij begon. Na het overlijden van zijn tweede vrouw hertrouwde hij met een Franse kunstenares en vestigde zich in de Provence. Hier begon hij een voedselbank.
Sillem was sinds 2009 voorzitter van de Vriendenkring Oud-Natzweilers. Hij overleed op 97-jarige leeftijd.